# 都会の森ガーデン
都会の森ガーデン（とかいのもりガーデン）とは、東京都世田谷区大原にある東京都水道局の給水所敷地と連なる施設。以前は東京都福利厚生施設大原会館であり、多くの都の職員が結婚式を行った。

## 概要
2000年オープン、2006年クローズ。

## 関連人物
- 筒井はじめ - 同ガーデンのオーナーを務めていた芸術家・デザイナー。